# Riverhill House
Riverhill House je kamenné venkovské sídlo ve stylu královny Anny a chráněná památka II. stupně, která s nachází na jižním okraji Sevenoaks v Kentu v Anglii. Dům a panství o rozloze 53 ha (130 akrů) se nacházejí přímo na jih od Knole Park, poblíž vesnic Sevenoaks Eealed a Underriver. U sídla se nacházejí zahrady, které jsou přístupné od března do září.

## Historie
V roce 1840 John Rogers (1807–1867) zakoupil panství a původní venkovské sídlo Riverhill House postavené na místě tudorovského statku v roce 1714 od rodiny Woodgate. Rogers, který byl horlivým botanikem a současníkem Charlese Darwina, zakoupil nemovitost kvůli chráněné poloze a půdě bez vápna. Byl dřívějším členem Královské zahradnické společnosti (Royal Horticultural Society) a patronem viktoriánských lovců rostlin.

## Architektura
Riverhill House je venkovské třípodlažní sídlo postavené kamenného zdiva s valbovou břidlicovou střechou. Jádro domu pochází z roku 1710. Dům byl následujícími generacemi rodiny Rogersů rozšířen a upravován až do roku 1900. Dům je stále rodinným domem v soukromém vlastnictví rodiny Rogersů.

## Zahrady
Panství Riverhill zahrnuje zahrady, které založil John Rogers v roce 1842. Obrovský turecký dub před domem přinesl předchozí majitel jako žalud, když se vracel z krymské války. V zahradě jsou také cedrové stromy vysázené v roce 1840.
V březnu 2010 byl Riverhouse součástí televizního dokumentu kanálu Channel 4, který uváděla hoteliérka Ruth Watson v sérii Country House Rescure (Záchrana venkovských sídel). V dokumentu vystoupila současná majitelka a ředitelka Jane Margaret Rogers a přední designér výstavby bludišť Adrian Fisher.